# Emchoque
Nota: O título correto deste artigo é #Emchoque. A substituição ou omissão do sinal # se deve por restrições técnicas.

"#Emchoque" é canção da banda brasileira Cine lançada como single de avanço do segundo álbum de estúdio Boombox Arcade (2011) em 20 de julho de 2011. A música foi composta por Dima Dahaba, Jonatas Prates, Victor Reis.
A canção também possui uma versão remixada por FTampa.

## Videoclipe
Em 25 de agosto de 2011 o clipe foi gravado numa balada na cidade de São Paulo.
O videoclipe foi postado no canal da banda no YouTube em 24 de novembro de 2011 e conta com a participação da dupla sertaneja João Bosco & Vinícius.

## Histórico de lançamento
| Região   | Data                | Formato          | Gravadora |
| -------- | ------------------- | ---------------- | --------- |
| Alemanha | 20 de julho de 2011 | Download digital | Universal |
| Brasil   | 20 de julho de 2011 | Download digital | Universal |